# Ion Inculeț
Ion Inculeț, né le 5 avril 1884 à Răzeni dans le Raion de Ialoveni et mort le 18 novembre 1940, est un médecin, pédagogue, scientifique, homme politique de Moldavie, premier président de la République démocratique moldave et ministre de Roumanie.

## Pédagogue
Ion Inculeț étudia la médecine à l'université de Gouriev dans l'actuelle Estonie, alors province de l'Empire russe. Il poursuit sa formation à l'université impériale de Saint-Pétersbourg dans laquelle il devient chargé d'enseignement. À l'université de Saint-Pétersbourg, il a occupé un poste de conférencier sur l'astronomie et les mathématiques. Entre 1912 et 1917, il écrit une série d'articles scientifiques sur les thèmes de la radioactivité, les rayons X, l'effet Doppler et l'ionisation de l'atmosphère.

## Politicien
En 1917, il participa à la Révolution de Février qui porta Aleksandr Kerenski au gouvernement provisoire russe. La révolution russe de février 1917 et la déclaration du Droits des peuples de l'Empire à s'auto-déterminer, encouragent les nationalités de l’Empire russe à recouvrer leur souveraineté : un « Soviet » se forme en Bessarabie, comme dans le reste de l'Empire: le Sfatul Țării (« Conseil du Pays » en roumain). Indépendantistes roumanophones et mencheviks y sont largement majoritaires. Le 2 décembre 1917, le Sfatul Țării proclame la République démocratique autonome de Moldavie dans les frontières du gouvernement de Bessarabie. Aussitôt, les Bolcheviks tentent d'en prendre le contrôle par la force, tandis que de nombreuses troupes débandées pillent le pays. Le 13 décembre 1917, à l'appel de la majorité du Sfatul Țării, les troupes roumaines entrent en Bessarabie, encadrées par les officiers de l'armée française Berthelot. Le « Conseil du Pays » proclame l'indépendance du pays le 6 janvier 1918 sous le nom de République démocratique moldave de Bessarabie.
Ion Inculeț  devint le premier président du Conseil (Sfatul Țării) de la République démocratique moldave, du 21 novembre 1917 au 2 avril 1918.  Constantin Stere lui succéda du 2 avril au 25 novembre 1918, puis Pantelimon Halippa du 25 au 27 novembre 1918.
Il devint membre de l'Académie roumaine en 1918, et député au Parlement roumain la même année. De 1918 à 1940, il occupa diverses fonctions ministérielles dans différents gouvernements roumains. Il fut ainsi ministre de la Santé, ministre des Affaires sociales et ministre de l'Intérieur. 
Ion Inculeț est mort le 18 novembre 1940 à Bucarest, il a été enterré au cimetière Bellu de Bucarest.